# Clairy-Saulchoix
Clairy-Saulchoix è un comune francese di 379 abitanti situato nel dipartimento della Somme nella regione dell'Alta Francia.

## Storia

### Simboli
Il comune non ha adottato nessuno stemma. Si trova in rete una versione di uno scudo associato a questo comune ma che in realtà non ha alcun legame con Clairy-Saulchoix.

## Società

### Evoluzione demografica
Abitanti censiti